# Katedra Zmartwychwstania Pańskiego w Oradei
Katedra Zmartwychwstania Pańskiego w Oradei (rum. Catedrala Învierea Domnului din Oradea) – katedra Rumuńskiego Kościoła Prawosławnego zlokalizowana w rumuńskim mieście Oradea przy Piața Emanuil Gojdu. Głównym wezwaniem jest Zmartwychwstanie Pańskie, a drugim patronem kościoła pozostaje św. Andrzej Șaguna, metropolita Transylwanii. Świątynia nazywana jest „Katedrą Słońca”.

## Położenie
Obiekt znajduje się we wschodniej części historycznego centrum miasta, w pobliżu cytadeli, z którą połączony jest drewnianym mostem.

## Historia
Projekt budowy katedry prawosławnej w Oradei sięga przywrócenia rumuńskiej prawosławnej diecezji w Oradei w 1920.
Kamień węgielny pod budowę świątyni położył w 1995 patriarcha Teoktyst. Nabożeństwa odbywały się początkowo w kaplicy podziemnej wybudowanej w 2005.

## Architektura

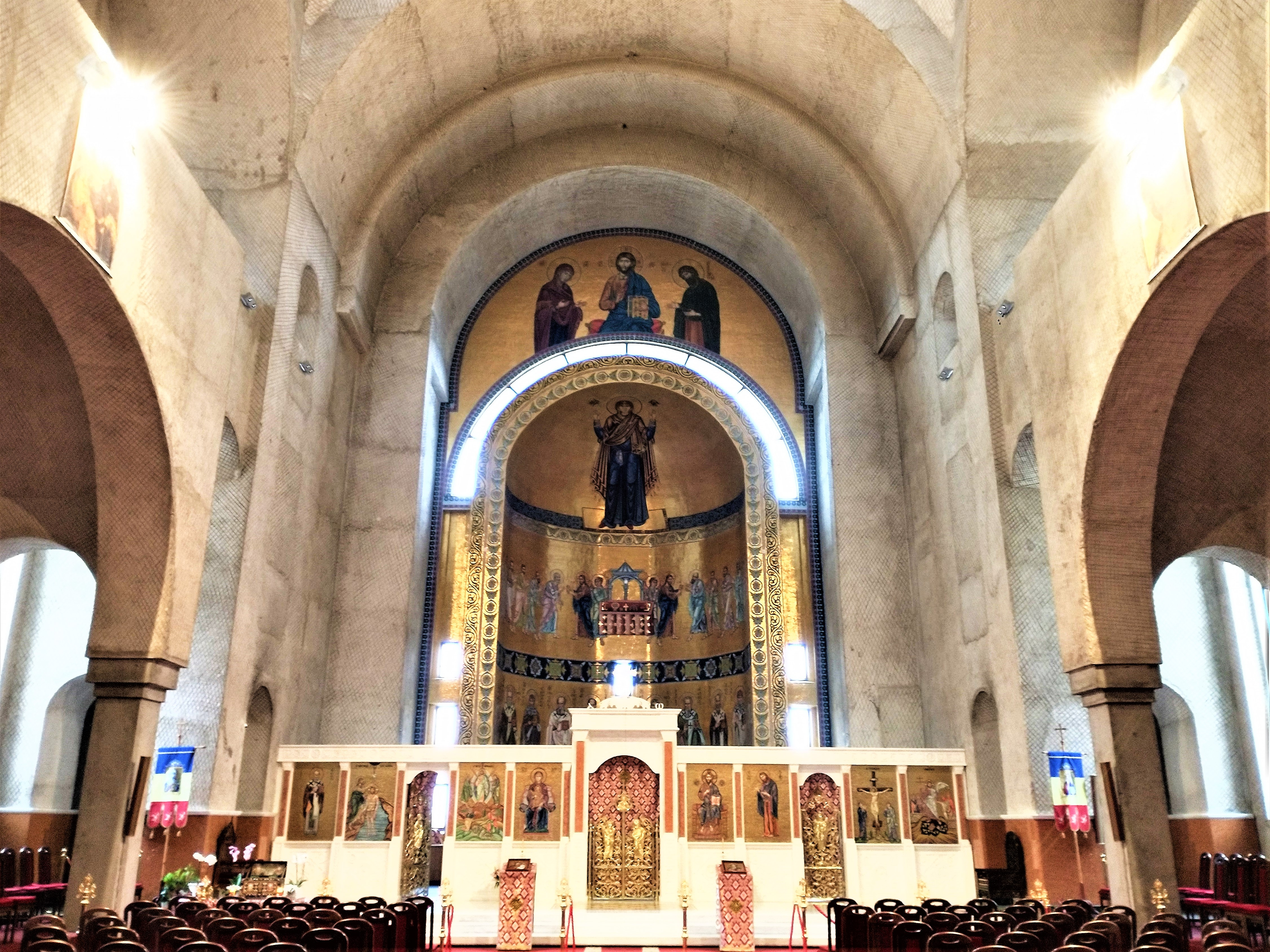
Wnętrze z ikonostasem

Budynek jest zbudowany w stylu stefańsko-rareșowskim, wywodzącym się z Mołdawii i przyjętym w Banacie oraz Siedmiogrodzie, który biskup Sofroniusz Drincec określił, że jest „wyjątkową architekturą, syntezą Wschodu i Zachodu”.
Świątynia ma wysokość 65 metrów od fundamentu do szczytu krzyża i zajmuje powierzchnię 1422 m². Fasada główna jest ozdobiona mozaikową ikoną Zmartwychwstania, inspirowaną oryginałem z klasztoru Dafni w Grecji. Dach pokryty jest blachą miedzianą. Umieszczono na nim siedem krzyży – na wieżach i szczytach. Elewację wyłożono czerwonym marmurem i kamieniem z Podeni, a wnętrza marmurem z greckiej Kawali. Ikonostas także jest zbudowany z marmuru i został stworzony w Salonikach. Pięć dzwonów odlano w warsztacie w Innsbrucku. Katedra ma ogrzewanie podłogowe i system odladzania pod głównymi schodami wejściowymi.
W absydzie ołtarzowej, w ikonach i w ikonostasie umieszczono mozaiki inspirowane starożytnymi bizantyńskimi wzorami z około X i XI wieku. Mozaika w absydzie ołtarza inspirowana jest dziełem z soboru św. Zofii w Kijowie, które z kolei miało za wzór mozaikę z bazyliki Hagia Sofia. Drzwi główne są kopią drzwi z tego samego koscioła. Mozaikowe ikony w ikonostasie oraz mozaikowy wystrój absydy ołtarza (175 m²) wykonał zespół artystów z Art Georgies z Jassów. Przy drzwiach królewskich i diakońskich zamontowano aksamitne pokrycia szyte i haftowane w warsztatach krawieckich klasztoru Świętego Krzyża w Oradei.